# My Happy Place
My Happy Place е четвъртият студиен албум на английската певица Ема Бънтън, издаден през 2019 година. Албумът успява да достигне 11-о място във Великобритания.

## Списък с песните
1. „Baby Please Don't Stop“ – 3:00
2. „I Wish I Could Have Loved You More“ – 3:23
3. „Too Many Teardrops“ – 3:01
4. „I Only Want to Be with You“ (с Уил Янг) – 3:58
5. „Don't Call Me Baby“ – 4:05
6. „You're All I Need to Get By“ (с Джейд Джоунс) – 2:48
7. „Come Away with Me“ (с Джош Кумра) – 2:49
8. „Emotion“ – 3:39
9. „2 Become 1“ (с Роби Уилямс) – 3:42
10. „Here Comes the Sun“ – 3:08